# Barnaba
Barnaba je moško, redkeje tudi žensko osebno ime.

## Izvor imena
Barnaba je svetopisemsko ime, ki je v slovenščino prišlo prek latinskega imena Barnabas in grškega Βαρναβς (Barnabas). Ime razlagajo z aramejskim bar nahba v pomenu »sin tolažbe«. Izvorno moško ime se zaradi značilne ženske končnice -a v Sloveniji uporablja kot žensko ime.

## Tujejezične različice imena
- pri Angležih: Barnabas, skrajšano Barnaby
- pri Čehih: Barnabáš
- pri Francozih: Barnabé
- pri Italijanih: Barnaba
- pri Madžarih: Barnabás, skrajšano Barna
- pri Nemcih: Barnabas
- pri Poljakih: Barnaba
- pri Prekmurcih: Barnabaš
- pri Rusih: Varnava
- pri Slovakih: Barnabáš
- pri Špancih: Barnabé

## Pogostost imena
Po podatkih Statističnega urada Republike Slovenije  dan 31. decembra 2007 v Sloveniji ni bilo moških oseb z imenom Barnaba ali pa je bilo število nosilcev tega imena manjše od 5. Enako velja za ženske.

## Osebni praznik
V koledarju je ime Barnaba zapisano 11. junija (Barnaba, apostol, † 11. jun. v 1. stoletju).

## Zanimivosti
- Po novi zavezi so apostoli z imenom Barnaba poimenovali levita Jožefa s Cipra, ker jim je pomagal v težkih trenutkih. Bil je bratranec evangelista Marka in je spremljal sv. Pavla na prvem misijonarskem potovanju.
- Po sv. Barnabi so dobili ime menihi barnabíti.

## Pregovor
Sv. Barnaba, apostol Cipra iz prvega stoletja , se je na Slovenskem ohranil v vremenskem pregovoru: Če sveti Barnaba (11. junija) deži, bodo jeseni grozdja polne kadi.